# José Busutil
José Busutil Barberá (Valencia, 1826 - 1889) fue un político y financiero de la Comunidad Valenciana, España. Trabajó como comerciante, y en 1864 fue nombrado primer cónsul del Tribunal de Comercio de Valencia y miembro de la Junta de Gobierno de la Acequia Real del Júcar. Años más tarde fue accionista y promotor de la Caja de Ahorros de Valencia.
Durante el reinado de Isabel II formó parte del Partido Progresista, con el que en 1863 fue elegido concejal del Ayuntamiento de Valencia por el distrito electoral de la Lonja. Tras la revolución de 1868 formó parte del Partido Constitucional y con la represión del movimiento cantonal en 1873 fue nombrado teniente de alcalde de Valencia, y en 1874 diputado provincial. Una vez se hizo efectiva la restauración borbónica en la persona de Alfonso XII, se integró en el Partido Liberal, con el que fue elegido nuevamente concejal de Valencia en 1879 y alcalde en marzo de 1881. En octubre de 1881 dejó la alcaldía cuando fue elegido diputado al Congreso por Chiva en las elecciones generales de 1881.